# Пјетрабјанка (Месина)
Пјетрабјанка је насеље у Италији у округу Месина, региону Сицилија.
Према процени из 2011. у насељу је живело 72 становника. Насеље се налази на надморској висини од 490 м.